# Шампобер
Шампобер (фр. Champaubert) је насељено место у Француској у региону Шампањ-Арден, у департману Марна.
По подацима из 2011. године у општини је живело 144 становника, а густина насељености је износила 11,29 становника/km².

## Демографија
| 1962. | 1968. | 1975. | 1982. | 1990. | 2011. |
| ----- | ----- | ----- | ----- | ----- | ----- |
| 194   | 152   | 114   | 110   | 111   | 144   |